# Ronnie Shavlik
Ronnie Shavlik (Denver, Colorado, 4 de diciembre de 1933-Raleigh, Carolina del Norte, 27 de junio de 1983) fue un jugador de baloncesto estadounidense que disputó dos temporadas en la NBA. Con 2,03 metros de estatura, jugaba en la posición de alero. Fue elegido mejor jugador de la ACC en 1956. Su nieto, Shavlik Randolph fue también jugador profesional.

## Trayectoria deportiva

### Universidad
Jugó durante tres temporadas con los Wolfpack de la Universidad de North Carolina State, liderando a su equipo a conseguir sus tres primeros títulos de la Atlantic Coast Conference. Fue elegido en sus dos últimas temporadas en el mejor quinteto de la conferencia, y jugador del año en la última. Todavía posee dos récords de la ACC, el de mejor porcentaje de rebotes en una temporada, con 19,5 en su año sénior, y el de mayor número de rebotes en una temporada, con 581 en su año júnior. Fue elegido en dos ocasiones en el segundo quinteto All-American de Associated Press. En el total de su trayectoria universitaria promedió 18,7 puntos y 16,8 rebotes por partido.

### Profesional
Fue elegido en la cuarta posición del Draft de la NBA de 1956 por New York Knicks, donde sólo jugó 8 partidos a lo largo de dos temporadas diferentes. En los mismos promedió 1,3 puntos y 2,9 rebotes por partido.

## Estadísticas de su carrera en la NBA

### Temporada regular
| Temp.   | Edad | Equipo | Liga | P | TIT | MIN  | TC  | TCA | %TC  | 3P | 3PA | %3P | TL  | TLA | %TL  | R.OF. | R.DEF. | REB | ASIS | ROB | TAP | PER | FP  | PTS |
| 1956-57 | 23   | N.York | NBA  | 7 |     | 10.3 | 0.6 | 3.1 | .182 |    |     |     | 0.3 | 0.7 | .400 |       |        | 3.1 | 0.0  |     |     |     | 1.7 | 1.4 |
| 1957-58 | 24   | N.York | NBA  | 1 |     | 2.0  | 0.0 | 1.0 | .000 |    |     |     | 0.0 | 0.0 |      |       |        | 1.0 | 0.0  |     |     |     | 0.0 | 0.0 |
| Total   |      |        | NBA  | 8 |     | 9.3  | 0.5 | 2.9 | .174 |    |     |     | 0.3 | 0.6 | .400 |       |        | 2.9 | 0.0  |     |     |     | 1.5 | 1.3 |

## Fallecimiento
Shavlik falleció el 27 de junio de 1983 víctima de un cáncer diagnosticado en el mes de enero, pocos meses antes de que naciera su nieto, Shavlik Randolph.